# Distrito de Punchana
El distrito de Punchana es uno de los cuatro distritos urbanos de Iquitos, y uno de los 11 distritos de la provincia de Maynas, departamento de Loreto, en el Perú. Es el segundo distrito más importante de Iquitos Metropolitano; Punchana está considerada como un «polígono industrial» encargada prominentemente en la madera, metalurgia y productos comestibles.
Desde el punto de vista jerárquico de la Iglesia católica forma parte del  Vicariato Apostólico de Iquitos.

## Historia
En 1908, Punchana era un caserío junto a Iquitos. El nombre proviene etimológicamente de una criadero de una raza de añujes silvestres conocidos como Punchaninas o punchanas.
Punchana fue creada como distrito mediante Ley N.º 24765 del 16 de diciembre de 1987, en el gobierno del presidente Alan García.
El 12 de noviembre de 1989 se realizaron las primeras elecciones municipales distritales, siendo elegido Arquímedes Santillán Gómez.

## Geografía
Punchana está ubicada en el norte de Iquitos, asentada urbanamente sobre la Gran Planicie y se extiende políticamente en una gran extensión de 1,573.390 km², albergando prominentemente al río Amazonas por su septentrión. El distrito se levanta aproximadamente a 105 m s. n. m.

## Demografía
Actualmente, la estimación poblacional del distrito alberga 87,426 habitantes.
| Censos oficiales | Categorías | Población | Estimado 2024 |
| ---------------- | ---------- | --------- | ------------- |
| INEI 2007        | Urbano     | 69,308    | 87,426 Hab    |
| INEI 2007        | Rural      | 7,127     | 87,426 Hab    |
| INEI 2007        | Total      | 76,435    | 87,426 Hab    |
| INEI 2017        | Urbano     | 69,401    | 87,426 Hab    |
| INEI 2017        | Rural      | 5,809     | 87,426 Hab    |
| INEI 2017        | Total      | 75,210    | 87,426 Hab    |

### Centros poblados
El cuadro muestra los centros poblados rurales que pertenecen al distrito de Punchana.
| CÓDIGO | CENTROS POBLADOS (INEI 2017) |
| 0002   | PADRE COCHA                  |
| 0003   | NUEVA YORK                   |
| 0004   | ALFONSO UGARTE               |
| 0005   | MAYNAS                       |
| 0006   | ALMIRANTE GUISE              |
| 0007   | AGRARIO DE SHIMBILLO         |
| 0008   | PUNTO ALEGRE                 |
| 0009   | ALFONSO UGARTE I ZONA        |
| 0010   | SARGENTO LORES               |
| 0011   | PUERTO ALICIA                |
| 0012   | SAN LUIS DE VISTA ALEGRE     |
| 0013   | SAN JUAN DE SINCHICUY        |
| 0014   | UNION FAMILIAR               |
| 0015   | ALMIRANTE MIGUEL GRAU        |
| 0016   | SANTO TOMAS DE CAPIRONAL     |
| 0017   | TIERRA HERMOSA               |
| 0019   | NUEVO PERU                   |
| 0021   | SANTA MARIA DE OJEAL         |
| 0022   | SOL NACIENTE                 |
| 0023   | SAN JUAN DE POLIS            |
| 0024   | 8 DE SETIEMBRE               |
| 0025   | SANTA CLARA TERCERA ZONA     |
| 0026   | SANTA CLARA SEGUNDA ZONA     |
| 0027   | HIPOLITO UNANUE              |
| 0028   | SANTA CLARA I ZONA           |
| 0029   | CENTRO ARENAL                |
| 0030   | NUEVO PARAISO                |
| 0031   | FLORIDA                      |
| 0032   | COSTANERA                    |
| 0033   | ROCA FUERTE                  |
| 0034   | PICURO YACU                  |
| 0035   | INDELSA                      |
| 0036   | ASTORIA                      |
| 0037   | INDEPENDENCIA                |
| 0038   | EL MILAGRO                   |
| 0039   | CENTRO FUERTE                |
| 0040   | FLOR DE AGOSTO               |
| 0041   | PUERTO GEN GEN               |
| 0043   | NUEVO SAN ANTONIO            |
| 0044   | SAN FERNANDO                 |
| 0045   | PROGRESO I ZONA              |
| 0046   | SANTA CLOTILDE               |
| 0047   | PROGRESO II ZONA             |
| 0048   | SANTA ROSA                   |
| 0049   | MOMONCILLO                   |
| 0050   | PORVENIR                     |
| 0051   | FRAY MARTIN                  |
| 0052   | NUEVA PRIMAVERA              |
| 0053   | SAN ANDRES                   |
| 0054   | LUPUNILLO                    |
| 0055   | SANTO TOMAS                  |
| 0060   | SAN ANTONIO                  |
| 0061   | DIECIOCHO DE ENERO           |
| 0062   | NUEVA VIDA                   |

En este distrito de la Amazonia peruana habita la etnia Huitoto, grupo del mismo nombre autodenominado Meneca, Murui o Minane

## Distritos cercanos a Punchana
- Distrito de Iquitos a 2 km
- Distrito de San Juan Bautista a 7 km
- Distrito de Belén a 6.4 km

## Autoridades

### Municipales
- 2019 - 2022[10]
  - Alcalde: Jane Adilia Donayre Chávez, del Movimiento Esperanza Región Amazónica.
  - Regidores:

  1. Sadith Dávila Solsol (Movimiento Esperanza Región Amazónica)
  2. Jerlly Freitas Sangama (Movimiento Esperanza Región Amazónica)
  3. Clemente Cuya Gutiérrez (Movimiento Esperanza Región Amazónica)
  4. Marcia Verónica Ramírez Vásquez (Movimiento Esperanza Región Amazónica)
  5. José Wenceslao Vásquez Barrera (Movimiento Esperanza Región Amazónica)
  6. Jaime Manuel Soria Bazán (Movimiento Esperanza Región Amazónica)
  7. Julio Ernesto Canelo Torres (Restauración Nacional)
  8. Joaquín Eusebio Pardavé Reátegui (Restauración Nacional)
  9. María Engracia Urrea Shahuano (Restauración Nacional)

Alcaldes anteriores
| Nº | Alcalde                           | Partido                                  | Inicio del mandato | Fin del mandato |
| -- | --------------------------------- | ---------------------------------------- | ------------------ | --------------- |
| 1  | Arquímedes Santillán Gómez        | Fredemo                                  | 1990               | 1992            |
| 2  | Arquimedez Santillán Gómez        | Acción Popular                           | 1993               | 1995            |
| 3  | Delicia Manzur Kahan              | L.I. Nro 9                               | 1996               | 1998            |
| 4  | Charles Mayer Zevallos Eyzaguirre | Movimiento Independiente Somos Perú      | 1999               | 2002            |
| 5  | Raúl Chuquipiondo Aching          | UNIPOL                                   | 2003               | 2006            |
| 6  | Joiner Alberto Vásquez Pinedo     | Agrupación Política Esperanza Punchanina | 2007               | 2010            |
| 7  | Juan Cardama Guerra               | Fuerza Loretana                          | 2011               | 2014            |
| 8  | Euler Carlos Hernández Arévalo    | Movimiento Integración Loretana          | 2015               | 2018            |
| 9  | Jane Adilia Donayre Chávez        | Movimiento Esperanza Región Amazónica    | 2019               | 2021            |
| 10 | Sadith Dávila Solsol              | Movimiento Esperanza Región Amazónica    | 2022               | 2022            |
| 11 | Olmex Escalante Chota             | Loreto Para Todos                        | 2023               | 2026            |